# Genova 1893 Circolo del Calcio 1933-1934
Questa pagina raccoglie i dati riguardanti il Genova 1893 Circolo del Calcio nelle competizioni ufficiali della stagione 1933-1934.

## Stagione
Nella stagione 1933-1934 il Genova 1893 con 24 punti finisce il campionato in penultima posizione. È retrocesso in Serie B con Casale e Padova.

## Divise
La maglia per le partite casalinghe presentava i colori rossoblu.

## Organigramma societario
Area direttiva
- Commissario Straordinario: Alessandro Tarabini

Area tecnica
- Allenatore: József Nagy

## Rosa
| N. |                      | Ruolo | Calciatore          |
| -- | -------------------- | ----- | ------------------- |
|    | Italia (bandiera)    | P     | Ugo Amoretti        |
|    | Italia (bandiera)    | P     | Giuseppe Traverso   |
|    | Italia (bandiera)    | D     | Amilcare Gilardoni  |
|    | Italia (bandiera)    | D     | Luigi Poggi         |
|    | Argentina (bandiera) | D     | Juan Pratto         |
|    | Italia (bandiera)    | D     | Giuseppe Spigno     |
|    | Italia (bandiera)    | C     | Ermelindo Bonilauri |
|    | Argentina (bandiera) | C     | Juan Esposto        |
|    | Italia (bandiera)    | C     | Alberto Macchi      |
|    | Italia (bandiera)    | C     | Vittorio Godigna    |
|    | Italia (bandiera)    | C     | Alfredo Mazzoni     |
|    | Argentina (bandiera) | C     | Rodolfo Orlandini   |
|    | Italia (bandiera)    | C     | Armando Passalacqua |

| N. |                      | Ruolo | Calciatore             |
| -- | -------------------- | ----- | ---------------------- |
|    | Italia (bandiera)    | C     | Pietro Pastorino       |
|    | Italia (bandiera)    | C     | Luigi Patri            |
|    | Italia (bandiera)    | C     | Valentino Sala         |
|    | Italia (bandiera)    | C     | Angelo Strata          |
|    | Italia (bandiera)    | A     | Ettore Carpi           |
|    | Italia (bandiera)    | A     | Giuseppe Carlo Ferrari |
|    | Italia (bandiera)    | A     | Giuseppe Ferrari       |
|    | Italia (bandiera)    | A     | Riccardo Fossati       |
|    | Italia (bandiera)    | A     | Giuseppe Maggi         |
|    | Italia (bandiera)    | A     | Eugenio Mura           |
|    | Romania (bandiera)   | A     | Vittorio Pepoli        |
|    | Italia (bandiera)    | A     | Dario Savio            |
|    | Argentina (bandiera) | A     | Guillermo Stábile      |

## Risultati

### Serie A

#### Girone di andata
| Arbitro: | Scorzoni (Bologna) |

|                              |           |  |
| Esposto 52’, 89’ Ferrari 60’ | Marcatori |  |

| Napoli 17 settembre 1933 2ª giornata | Napoli             | 0 – 0 | Genova 1893 | Stadio Giorgio Ascarelli\| Arbitro: \| Turbiani (Ferrara) \| |
| Arbitro:                             | Turbiani (Ferrara) |       |             |                                                              |

| Arbitro: | Sassi (Roma) |

|  |           |           |
|  | Marcatori | 34’ Rocco |

| Arbitro: | Mastellari (Bologna) |

|                            |           |                 |
| Cornara 3’ Migliavacca 14’ | Marcatori | 35’ (rig.) Sala |

| Arbitro: | Bertoli (Vicenza) |

|                  |           |                                   |
| Mazzoni 20’, 81’ | Marcatori | 78’ (rig.) Arcari III 87’ Moretti |

| Arbitro: | Mazzarini (Roma) |

|                            |           |             |
| Notti 14’, 38’ Borelli 21’ | Marcatori | 28’ Mazzoni |

| Arbitro: | Barlassina (Milano) |

|                                 |           |                        |
| Demaría 5’, 86’ Fantoni III 25’ | Marcatori | 49’ Godigna 89’ Macchi |

| Arbitro: | Dattilo (Roma) |

|             |           |  |
| Ferrari 17’ | Marcatori |  |

| Livorno 5 novembre 1933 9ª giornata | Livorno          | 0 – 0 | Genova 1893 | Stadio Edda Ciano Mussolini\| Arbitro: \| Gonani (Ravenna) \| |
| Arbitro:                            | Gonani (Ravenna) |       |             |                                                               |

| Arbitro: | Caironi (Milano) |

|                                  |           |                      |
| Ferrari 50’ Sala 69’ Mazzoni 87’ | Marcatori | 51’ (aut.) Gilardoni |

| Arbitro: | Caironi (Milano) |

|                                                                   |           |           |
| Cesarini 4’, 83’, 90’ Borel II 43’, 58’ Orsi 62’, 71’ Ferrari 70’ | Marcatori | 12’ Patri |

| Arbitro: | Scorzoni (Bologna) |

|           |           |  |
| Savio 22’ | Marcatori |  |

| Arbitro: | De Santis (Roma) |

|                         |           |             |
| Viani II 52’ Gringa 88’ | Marcatori | 27’ Mazzoni |

| Arbitro: | Sassi (Roma) |

|                                                         |           |  |
| Demaria 9’, 44’ Meazza 57’ De Manzano 59’ Serantoni 83’ | Marcatori |  |

| Arbitro: | Zelocchi (Modena) |

|             |           |             |
| Godigna 20’ | Marcatori | 43’ Borel I |

| Arbitro: | Bonivento (Venezia) |

|                                  |           |             |
| Prato 29’, 72’ Silano 75’ (rig.) | Marcatori | 79’ Mazzoni |

| Arbitro: | Barlassina (Milano) |

|         |           |  |
| Sala 7’ | Marcatori |  |

#### Girone di ritorno
| Arbitro: | Bevilacqua (Viareggio) |

|                                |           |  |
| Santagostino 33’ Ardissone 74’ | Marcatori |  |

| Arbitro: | Casati (Como) |

|             |           |                 |
| Godigna 82’ | Marcatori | 25’ Ferraris II |

| Arbitro: | Bonivento (Venezia) |

|           |           |  |
| Rocco 32’ | Marcatori |  |

| Arbitro: | Brunelli (Bologna) |

|                                                                  |           |  |
| Roggero 19’ (aut.) Patri 44’ Stabile 48’ Mazzoni 72’ Esposto 85’ | Marcatori |  |

| Arbitro: | Scorzoni (Bologna) |

|                |           |  |
| Arcari III 51’ | Marcatori |  |

| Arbitro: | Barlassina (Milano) |

|             |           |  |
| Ferrari 43’ | Marcatori |  |

| Arbitro: | Bonivento (Venezia) |

|               |           |                 |
| Orlandini 44’ | Marcatori | 8’, 71’ Demaría |

| Arbitro: | Sassi (Roma) |

|                                                   |           |  |
| Montesanto 29’ Reguzzoni 34’ Monzeglio 37’ (rig.) | Marcatori |  |

| Arbitro: | Dattilo (Roma) |

|                       |           |  |
| Patri 49’ Mazzoni 58’ | Marcatori |  |

| Arbitro: | Bevilacqua (Viareggio) |

|                                            |           |           |
| Marini 45’ Giuliani 50’ Bianchi 61’ (rig.) | Marcatori | 43’ Patri |

| Arbitro: | Barlassina (Milano) |

|  |           |                              |
|  | Marcatori | 32’ Borel II 73’ Varglien II |

| Arbitro: | Scarpi (Dolo) |

|                             |           |  |
| Guaita 53’, 71’, 85’ (rig.) | Marcatori |  |

| Arbitro: | Gonani (Ravenna) |

|             |           |                     |
| Stabile 59’ | Marcatori | 14’, 82’ Scagliotti |

| Genova anticipata al 29 marzo 1934 31ª giornata | Genova 1893        | 0 – 0 | Ambrosiana-Inter | Campo Sportivo Luigi Ferraris\| Arbitro: \| Turbiani (Ferrara) \| |
| Arbitro:                                        | Turbiani (Ferrara) |       |                  |                                                                   |

| Arbitro: | Sassi (Roma) |

|                                |           |  |
| Scarone 40’ (rig.) Ruffino 60’ | Marcatori |  |

| Arbitro: | Scorzoni (Bologna) |

|                         |           |                               |
| Ferrari 30’ Stabile 53’ | Marcatori | 73’ Zacconi 90’ (rig.) Silano |

| Padova anticipata al 26 aprile 1934 34ª giornata | Padova           | 0 – 0 | Genova 1893 | Stadio Silvio Appiani\| Arbitro: \| Caironi (Milano) \| |
| Arbitro:                                         | Caironi (Milano) |       |             |                                                         |

## Statistiche

### Statistiche di squadra
| Competizione | Punti | In casa | In casa | In casa | In casa | In casa | In casa | In trasferta | In trasferta | In trasferta | In trasferta | In trasferta | In trasferta | Totale | Totale | Totale | Totale | Totale | Totale | DR  |
| Competizione | Punti | G       | V       | N       | P       | Gf      | Gs      | G            | V            | N            | P            | Gf           | Gs           | G      | V      | N      | P      | Gf     | Gs     | DR  |
| ------------ | ----- | ------- | ------- | ------- | ------- | ------- | ------- | ------------ | ------------ | ------------ | ------------ | ------------ | ------------ | ------ | ------ | ------ | ------ | ------ | ------ | --- |
| Serie A      | 24    | 17      | 8       | 5       | 4       | 25      | 14      | 17           | 0            | 3            | 14           | 8            | 41           | 34     | 8      | 8      | 18     | 33     | 55     | -22 |

### Statistiche dei giocatori
| Giocatore      | Serie A  | Serie A |
| Giocatore      | Presenze | Reti    |
| -------------- | -------- | ------- |
| U. Amoretti    | 29       | -43     |
| E. Bonilauri   | 28       | 0       |
| E. Carpi       | 7        | 0       |
| J. Esposto     | 31       | 3       |
| G.C. Ferrari   | 32       | 5       |
| R. Fossati     | 5        | 0       |
| A. Gilardoni   | 29       | 0       |
| V. Godigna     | 17       | 3       |
| A. Macchi      | 13       | 1       |
| G. Maggi       | 1        | 0       |
| A. Mazzoni     | 32       | 8       |
| R. Orlandini   | 17       | 1       |
| A. Passalacqua | 3        | 0       |
| P. Pastorino   | 8        | 0       |
| L. Patri       | 23       | 4       |
| V. Pepoli      | 4        | 0       |
| L. Poggi       | 14       | 0       |
| J. Pratto      | 15       | 0       |
| V. Sala        | 28       | 3       |
| D. Savio       | 8        | 1       |
| G. Spigno      | 3        | 0       |
| G. Stabile     | 14       | 3       |
| A. Strata      | 8        | 0       |
| G. Traverso    | 5        | -12     |

## Riserve
La squadra riserve del Genova ha disputato nella stagione 1933-1934 il girone E del campionato di Prima Divisione.

### Rosa
| N. |                      | Ruolo | Calciatore          |
| -- | -------------------- | ----- | ------------------- |
|    | Italia (bandiera)    | C     | Angelo Canessa      |
|    | Italia (bandiera)    | A     | Ettore Carpi        |
|    | Italia (bandiera)    | A     | Riccardo Fossati    |
|    | Italia (bandiera)    | C     | Alberto Macchi      |
|    | Argentina (bandiera) | C     | Rodolfo Orlandini   |
|    | Italia (bandiera)    | C     | Armando Passalacqua |

| N. |                      | Ruolo | Calciatore        |
| -- | -------------------- | ----- | ----------------- |
|    | Italia (bandiera)    | A     | Sergio Petrocchi  |
|    | Argentina (bandiera) | D     | Juan Pratto       |
|    | Italia (bandiera)    | D     | Giuseppe Spigno   |
|    | Italia (bandiera)    | A     | Eugenio Tabacchi  |
|    | Italia (bandiera)    | P     | Giuseppe Traverso |